# Gilbert (ciruela)
Gilbert es una variedad cultivar de ciruelo (Prunus domestica), de las denominadas ciruelas europeas.
Una variedad de ciruela criada en 1952 en la «"Horticultural Research Station"» de Alnarp, en el sur de Suecia, mediante el cruce de las variedades 'Ontario' x 'Ruth Gerstetter'.
Las frutas son de tamaño mediano, piel de color rojo, púrpura recubierta de abundante pruina, fina, violácea clara, con abundantes lenticelas muy pequeñas algo más claras, y su pulpa color amarillo verdoso, textura firme, jugosa, y sabor dulcemente envolvente, aromático, ligeramente ácida, bueno.

## Sinonimia
- "Gilbert Plomme".

## Historia
'Gilbert' es una variedad de ciruela obtenida en la «"Horticultural Research Station"» de Alnarp, Suecia en 1952, mediante el cruce de las variedades 'Ontario' como "Parental Madre" x polen de 'Ruth Gerstetter' como "Parental Padre". Fue introducido en los circuitos comerciales en 1968.
'Gilbert' está cultivada en diversos bancos de germoplasma de cultivos vivos, tales como en National Fruit Collection (Colección Nacional de Fruta) de Reino Unido con el número de accesión: 1968-043 y Nombre Accesión : Gilbert. Fue introducida en el "Probatorio Nacional de Fruta" para evaluar sus características en 1968.

## Características
'Gilbert' árbol de tamaño mediano, no resistente, florece temprano, ciruela azul con buen polen para polinizar otras variedades, y es autofértil. Tiene un tiempo de floración que comienza a partir del 5 de abril con el 10% de floración, para el 13 de abril tiene una floración completa (80%), y para el 22 de abril tiene un 90% de caída de pétalos.
'Gilbert' tiene una talla de tamaño medio de forma ovalada oblonga, con peso promedio de 34.67 g;epidermis tiene una piel muy dura y color rojo, púrpura recubierta de abundante pruina, fina, violácea clara, con abundantes lenticelas muy pequeñas algo más claras; sutura con línea bien visible, de color algo más oscuro que el fruto. Situada en una depresión muy suave, algo más acentuada junto a cavidad peduncular; pedúnculo de longitud largo 12.28mm de calibre mediano, con escudete muy marcado, con la cavidad del pedúnculo estrecha, poco profunda, rebajada en la sutura y más levemente en el lado opuesto; pulpa de color amarillo verdoso, textura firme, jugosa, y sabor dulcemente envolvente, aromático, ligeramente ácida, bueno.
Hueso no se desprende de la carne, grande, alargado, zona ventral poco sobresaliente, superficie rugosa.
Su tiempo de recogida de cosecha se inicia a finales de julio. Los frutos caen fácilmente del árbol, a menudo antes de que estén maduros.

## Usos
Se usa comúnmente como postre fresco de mesa buena ciruela de postre de mediados de verano, de calidad gastronómica buena, pero la variedad aún no es relevante.